# Epilachna
Epilachna is een geslacht van kevers uit de familie van de lieveheersbeestjes (Coccinellidae). De wetenschappelijke naam is voor het eerst geldig gepubliceerd in 1837 door Auguste Chevrolat in de Catalogue van de verzameling kevers van Pierre Dejean. Chevrolat gaf geen beschrijving van het geslacht, enkel een lijst van de soorten die hij tot het geslacht rekende.
In de loop der jaren zijn er honderden Epilachna-soorten beschreven en hoewel vele later bij andere geslachten zijn ingedeeld, zijn er nog steeds meerdere honderden Epilachna-soorten. Het geslacht heeft een kosmopolitische verspreiding (met uitzondering van Antarctica) en komt vooral voor in  tropische en subtropische gebieden. De kevers zijn 4 tot 10 à 12 mm lang; de rugzijde is geelbruin tot roestbruin of baksteenrood.
De larven en kevers uit dit geslacht zijn planteneters, die bladeren, bloemen en/of vruchten vreten van diverse planten waaronder ook land- en tuinbouwgewassen. Sommige soorten behoren tot de meest schadelijke kevers. Epilachna varivestis bijvoorbeeld, de Mexicaanse bonenkever, is een beruchte pest in Noord-Amerika. Larven en volwassen kevers vreten bladeren en vruchten van bonen (uit het geslacht Phaseolus) en andere peulvruchten.